# Stazione di Bianzone
Stazione di Bianzone vasútállomás Olaszországban, Lombardia régióban, Bianzone településen.

## Vasútvonalak
Az állomást az alábbi vasútvonalak érintik:
- Tirano–Lecco-vasútvonal

## Kapcsolódó állomások
A vasútállomáshoz az alábbi állomások vannak a legközelebb:
- Stazione di Tresenda-Aprica-Teglio
- Stazione di Villa di Tirano